# 하얼빈 Z-20
하얼빈 Z-20(중국어: 直-20, 암호명: 神雕)은 하얼빈 항공기 산업 그룹이 생산하는 중화인민공화국의 중형 리프트 다목적 헬리콥터이다. 2013년 12월 23일에 처음으로 비행했으며 최대 이륙중량은 10톤이다. Z-20은 랴오닝호 항공모함을 비롯하며 고도 4,000 m 이상의 위치에서 운용할 수 있다. 1984년부터 중국 인민해방군은 시코르스키 UH-60 블랙호크의 민수용 버전인 시코르스키 S-70-C-2를 사용했으며, 하얼빈 Z-20은 미국산 시코르스키 UH-60 블랙호크 헬기와 비교해도 손색이 없을 정도로 성능이 우수한 것으로 평가받고 있다.

## 개발
중국 인민해방군 공군은 1980년대부터 중국 산악 지대에서 작전이 가능한 고고도 중형 다목적 헬기를 요구해 왔다. 1984년, 인민해방군 공군은 미국 정부로부터 개량된 제너럴 일렉트릭 T700-701A 엔진을 장착한 24대의 시코르스키 S-70C-2를 인수했다. 1989년 톈안먼 광장 시위로 유럽 연합과 미국의 무기 금수 조치를 초래한 여파로 인민해방군 공군은 더 많은 시코르스키 헬리콥터를 구매할 수 없었고, 2006년에 시작된 소위 "10톤 헬리콥터 프로젝트"의 개발로 이어졌다. Z-20은 2013년 12월 23일에 첫 비행을 했다.
2008년 쓰촨성 지진 이후 인도주의적 임무에서 헬리콥터의 가치가 강조된 이후, 중화인민공화국의 헬리콥터 생산은 엄청나게 증가했다. Z-20은 인민해방군 공군외에도 인민해방군의 다른 부대에서도 사용될 것으로 보인다. 대잠수함전(ASW) 기능을 모두 갖추고 있으면서도 모든 PLAN 함정에 걸쳐 상호 운용이 가능할 정도로 작아서 중국 인민해방군 해군용 다목적 해군 헬기의 역할을 할 수 있을 것이다.
Z-20은 날개형 주탑에 미사일을 탑재하는 시험을 거쳤다. 스텔스형 Z-20은 2015년부터 개발 중이다. 한 분석가는 넵튠 스피어 작전에서 망가진 시코르스키 UH-60 블랙 호크의 꼬리 부분을 파키스탄군이 복원했기 때문에 중화인민공화국이 스텔스형 헬리콥터를 쉽게 개발할 수 있을 것이라고 보았다.

## 같이 보기
- 아구스타웨스틀랜드 AW149
- 유로콥터 EC175
- KUH-1 수리온
- NH인더스트리스 NH90
- UH-60 블랙 호크